# مزرعه رضوی (یزد)
مزرعه رضوی یک منطقهٔ مسکونی در ایران است که در دهستان محمدآباد (یزد) واقع شده‌است.